# Lipina
Lipina es una localidad del distrito de Olomouc en la región de Olomouc, República Checa. 
Se encuentra ubicada en el centro de la región, sobre la parte oriental de los montes Sudetes, a poca distancia de la orilla del río Morava —un afluente izquierdo del Danubio— y de la frontera con la región de Moravia-Silesia.

## Demografía
En 2018 la población estimada era de 172 habitantes.
Según el censo de 2021, contaba con 158 habitantes, siendo 88 hombres y 70 mujeres, con una densidad poblacional de 15,9 hab/km².